# This Time (singolo Melanie C)
This Time è il terzo singolo estratto dall'omonimo quarto album di Melanie C, This Time.
La canzone, title track dell'album scritta da Adam Argyle, è stata pubblicata come singolo il 12 ottobre 2007 in Inghilterra, Germania, Austria e Svizzera insieme con la b-side We Love to Entertain You, canzone scelta dall'emittente televisiva tedesca Pro7 per la sua campagna pubblicitaria, e una versione riarrangiata di un altro brano dell'album di estrazione, Understand.
La versione pubblicata nel singolo e trasmessa in radio è diversa dalla versione contenuta all'interno dell'album in quanto riarrangiata. Dell'arrangiamento e della produzione se n'è occupato Peter-John Vettese, che ha reso la nuova versione più acustica.
Per un disguido tecnico, tuttavia, la versione della b-side Understand inserita nel singolo era la stessa della versione dell'album. Per questo motivo, la cantante ha deciso di diffondere la nuova versione gratuitamente sul suo sito internet.

## Il video
Il video della canzone avrebbe dovuto essere registrato nell'agosto del 2007 ma, a causa della morte del regista Tim Royes, la registrazione è stata annullata. Il video è stato infine girato nel mese di settembre da un amico del deceduto regista ed è stato considerato un omaggio a Royes.
La première del video è stata eseguita il 21 settembre di quello stesso anno sul sito ufficiale della cantante.

## Tracce e formati
Germany CD Maxi single
1. "This Time" (Radio Edit)
2. "We Love To Entertain You"
3. "Understand"
4. "This Time" (Video)

UK CD Maxi single
1. "This Time" (Radio Edit)
2. "We Love To Entertain You"
3. "Understand" (Remix by Stephen Hague)
4. "This Time" (Video)

UK 7-inch single
1. "This Time" (Radio Edit)
2. "We Love To Entertain You"

## Classifiche
| Paese       | Posizione massima |
| ----------- | ----------------- |
| Regno Unito | 94                |